# Лейхтер, Карл Юрьевич
Карл Юрьевич Лейхтер (эст. Karl Leichter; 1902—1987) — советский эстонский музыковед.

## Биография
Карл Лейхтер родился 30 сентября (13 октября) 1902 года в деревне Няпи (ныне волость Сымеру уезда Ляэне-Вирумаа, Эстония). В 1929 году окончил Тартуское высшее музыкальное училище по классу композиции Хейно Эллера, где вместе с ним учились Эдуард Тубин, Альфред Каринди, Эдуард Оя и Олав Роотс. В 1931 году окончил философский факультет Тартуского университета по специальности «музыкальная эстетика». Защитил магистерскую диссертацию «Философско-эстетические основы творчества Р. Вагнера».
В 1929—1931 годах работал в Архиве эстонского фольклора при Эстонском народном музее. В 1930—1934 годах — музыкальный критик тартуской газеты «Nädala Postimess». В 1938—1940 работал в Таллине редактором музыкального издательства. С 1940 года преподавал историю музыки в Таллинской консерватории (с 1946 года доцент). В 1941 и в 1944-1947 годах был деканом. В 1946—1949 годах заведовал кафедрой истории музыки, в 1961—1962 годах — кафедрой музыковедения, в 1966—1968 годах — кафедрой композиции и музыковедения.
Написал множество статей об истории эстонской музыки в периодических изданиях Эстонии, в частности «Музыкальная культура Эстонии начиная с XIII века», «Эстонская советская симфоническая музыка», «Пути развития эстонской камерной музыки» (совместно с Я. Ряэтсом), «Заметки о путях развития эстонской хоровой песни», «О собирании народных напевов в Эстонии», «Эстонская музыкальная культура в первой половине XIX века».
Скончался 7 марта 1987 года в Таллине.
В музее Эдуарда Тубина замка Алатскиви находятся экспонаты, связанные с Лейхтером и его коллегами, которые учились с ним в Тартуском музыкальном училище. Большой архив переписки Лейхтера со многими эстонскими и зарубежными музыкантами был передан его вдовой Эстонскому музею театра и музыки в 1990-х годах.

## Сочинения
На русском языке
- Анатолий Гаршнек. М., 1958
- Март Саар. М., 1960

На эстонском языке
- Richard Wagner. Tartu, 1934
- 20 aastat eesti muusikat. Tallinn, 1938
- Mart Saar. Tallinn, 1964
- Кaasaja muusikast. Tallinn, 1970